# Physella microstriata
Physella microstriata foi uma espécie de gastrópodes da família Physidae.
Foi endémica dos Estados Unidos da América.